# Поддубье (Кафтинское сельское поселение)
Поддубье — опустевшая деревня в Бологовском районе Тверской области, входит в состав Кафтинского сельского поселения.

## География
Деревня находится в северной части Тверской области на расстоянии приблизительно 22 км на северо-восток по прямой от районного центра города Бологое.

## История
Известна с 1909 года, тогда здесь было 24 жилых домов. В советское время работали колхозы «Поддубье», «Трудовая семья» и совхоз «Тимково». Ныне деревня опустела.

## Население
Численность населения: 158 человек (1909 год), 0 как в 2002 году, так и в 2010.